# Armelle Abibou
Œuvres principales
Nous sommes de ceux qui disent non à l’ombre, La Grande Ourse, Et le cœur fume encore, 1983
Armelle Abibou est une comédienne française née le 1er janvier 1986.

## Biographie
Diplômée de l'École supérieure d'art dramatique de Paris en 2010, Armelle Abibou devient élève-comédienne à la Comédie-Française, où elle apparaît dans Les Oiseaux d'Aristophane, mis en scène par Alfredo Arias ou encore Les Joyeuses Commères de Windsor, de William Shakespeare, mis en scène par Andrés Lima. Par la suite, elle est dirigée par François Léonarte dans Bérénice.  En 2014 elle rencontre Bob Wilson et joue dans sa mise en scène de Les Nègres de Jean Genet, au théâtre de l'Odéon, puis collabore en 2015 avec la compagnie américaine Compagnie 600 Hihwaymen pour The Record . Sa rencontre avec Luca Giacomoni en 2016 l’amène à jouer l'Iliade d’Homère dans son intégralité plusieurs saisons d’affilé au théâtre Paris-Villette et au Théâtre Sylvia Monfort.
Elle collabore à plusieurs reprises avec la metteuse en scène Margaux Eskenazi pour Nous sommes de ceux qui disent non à l’ombre, Césaire-Variations, Et le cœur fume encore, 1983 et Kaddish,. Elle joue également le rôle principale de La Grande Ourse de Penda Diouf, mus en scène par Anthony Thibault. 
Elle fait également des apparitions dans plusieurs films et séries télévisées, notamment le rôle récurrent de Jess dans la série Mademoiselle Holmes

## Théâtre
- 2025 : Kaddih, mise en scène de Margaux Eskenazi
- 2024 : La Grande Ourse de Penda Diouf, mise en scène d'Anthony Thibault
- 2022 : 1983, mise en scène de Margaux Eskenazi et Alice Carré
- 2017 : Nous sommes de ceux qui disent non à l’ombre, mise en scène de Margaux Eskenazi et Alice Carré
- 2014 : Les Nègres de Jean Genet, mise en scène de Bob Wilson

## Filmographie
- 2020 : L'État sauvage de David Perrault : Layla
- 2017 : Le Ciel étoilé au-dessus de ma tête de Ilan Klipper : Armelle

## Télévision
- 2023-2024 : ' Mademoiselle Holmes de Jean-Christophe Delpias et Sandra Perrin : Jess Orou